# Madema
Madema este un gen de molii din familia Lymantriinae.